# Прудищанський заказник
Прудища́нський — ландшафтний заказник місцевого значення в Україні. Створений на території лісового масиву Прудищанського лісництва Свеського лісового господарства, який розташований вздовж річки Івотка. Ділянка належить до території Ямпільського району Сумської області, яка розташована на відстані 5 кілометрів від селища міського типу Ямпіль. Площа ландшафтного заказника — 2538 гектарів.

## Історія
10 березня 1994 року був виданий Указ Президента України «Про резервування цінних природних територій для наступного заповідання». Відповідно до цього документу повинні були бути збереженні природні комплекси, на яких поширені рослини та тварини, що можуть зникнути. Парк був створений в 1995 році, а статус заказника місцевого значення отримав згідно з рішенням обласної ради від 25 грудня 2002 року. Частиною заказника «Прудищанський» є заповідне урочище «Прудищанська дача».

### Території ПЗФ у складі ЗК «Прудищанський»
Нерідко, оголошенню заказника передує створення одного або кількох об'єктів природно-заповідного фонду місцевого значення. В результаті, великий ЗК фактично поглинає раніше створені ПЗФ. Проте їхній статус зазвичай зберігають.
До складу території заказника «Прудищанський» входять такі об'єкти ПЗФ України:
- Заповідне урочище «Прудищанська дача».

## Флора
Територія, на якій був створений ландшафтний парк, раніше була місцем поширення мішаних лісів. Їхні частини залишились на території парку. На деяких ділянках розташовані болота. На території парку переважають соснові масиви з домішками березових насаджень. Трав'яні насадження представленні злаками, мітлицею тонкою та папороттю орляком. Поширені дубово-соснові насадження. Висота дубів досягає 20 метрів. Зростає сосна, береза, ліщина, копитняк європейський, медунка темна, яглиця звичайна, чина весняна, купина лікарська, зірочник ланцетолистий, костяниця, грушанка мала. На території заказника зростають та квітнуть орхідеї, представлені кількома видами: любкою дволистою, гніздівкою звичайною, коручкою чемерниковидною. Ці види орхідей занесені до Червоної книги України. На ділянках парку зростає лілія лісова. 
Острівні ялинники, висадженні на території ландшафтного парку, занесені до Зеленої книги України. На території низинних боліт зростають осоки та вовче тіло болотне. Серед видів, поширених на території парку, є і бруслина бородавчаста.
Зростають чагарники, крушина ламка та малина. Поширення набули такі види папороті — щитник чоловічий та щитник шартрський. Підлісок дубово-соснових лісів створений з ліщини та домішку бруслини бородавчастої. Зростає птелея трилиста — американська рослина. Неморальні види представлені копитняком європейським, медункою темною, чиною весняною, купиною лікарською, зірочником лісовим, яглицею звичайною. Зростає конвалія. Є грушанка мала та ортилія однобока, осока волосиста. На території заказника є і інші види осоки — осока омська, осока здута та осока пухирчаста. До Червоної книги занесена лілія лісова. Болотні види представлені верболізіллям звичайним, підмаренником болотним та плакуном верболистим.

## Фауна
На території Прудищанського парку трапляються дендрофільні види. Гніздиться канюк, є червонокнижний змієїд та декілька пар червонокнижного чорного лелеки. Трапляється гостроморда жаба. Поблизу ялинників мешкають такі види птахів: чубата синиця, дрізд-омелюх, горіхівка, жовтоголовий королик, чорна синиця. Жовтоголовий королик є найменшим птахом на території України. Також мешкають такі види, як вільшанка, зяблик, велика синиця, блакитна синиця, чорний дрізд, співочий дрізд, сойка, крук, повзик. Територія є місцем, на якому проживає вивірка звичайна. Поширений вид свині дикої.